# فروزان
پروین خیربخش با نام هنری فروزان (زاده ۴ شهریور ۱۳۱۶ در بندر انزلی – درگذشتهٔ ۴ بهمن ۱۳۹۴ در تهران) بازیگر مشهور سینمای ایران و دوبلور اهل ایران بود.
فیلم دایره مینا (۱۳۵۷) به کارگردانی داریوش مهرجویی تنها فیلم فروزان در سینمای موسوم به موج نو است اما او در فیلم‌های کارگردانان صاحب‌نامی مانند علی حاتمی، فریدون گله و شاپور قریب نیز حضور داشت. فیلم‌های ساحل انتظار، انسانها، گنج قارون، خاطرخواه، باباشمل، ایوب و دالاهو از فیلم‌های مشهور و پرفروش او بودند.

## زندگی

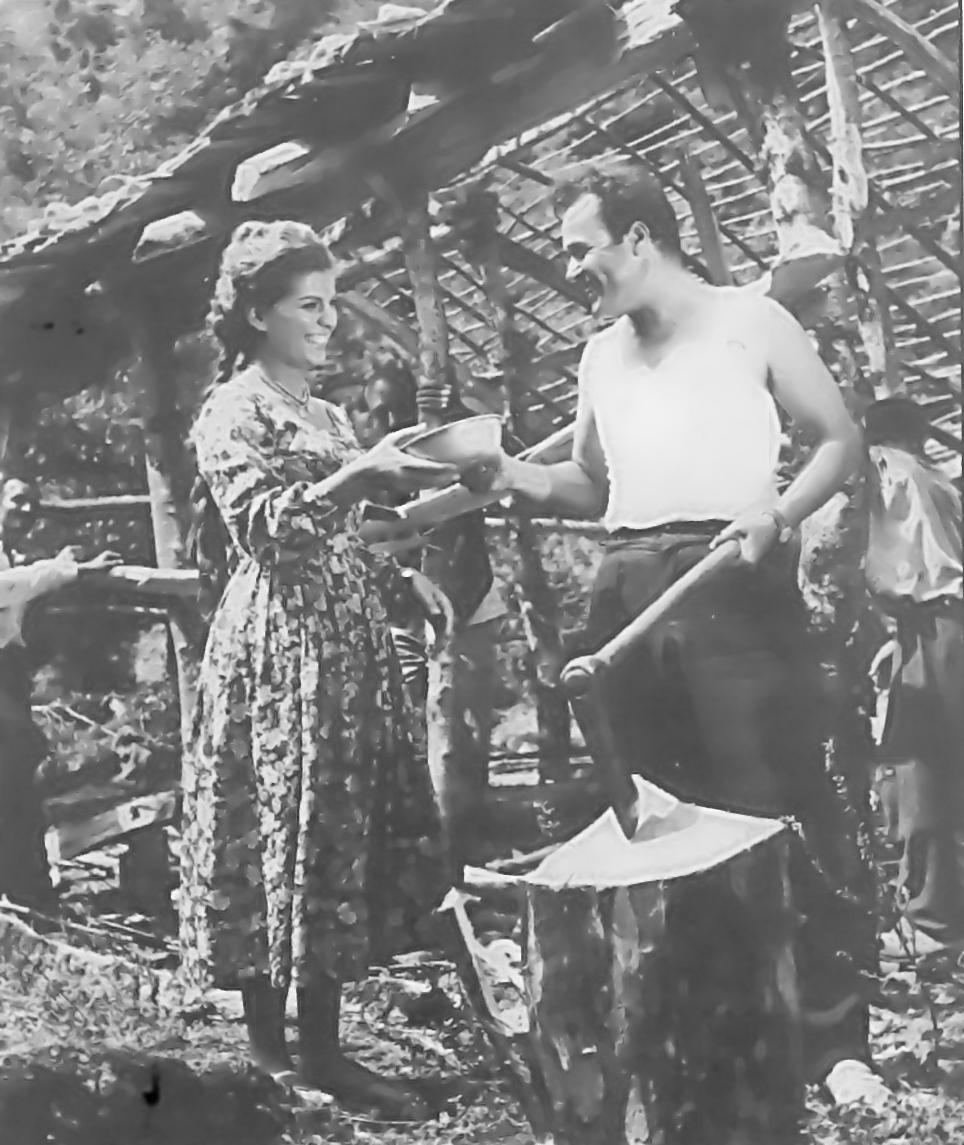
فروزان و محمد علی جعفری در فیلم ساحل انتظار

پروین خیربخش (فروزان) در ۴ شهریور ۱۳۱۶ در بندر انزلی متولد شد. از سال ۱۳۴۱ با دوبله و گویندگی در نقش‌های دوم و سوم فعالیت خود را آغاز کرد و تا سال ۱۳۴۴ ادامه داد. از سال ۱۳۴۲ با بازی در فیلم ساحل انتظار به کارگردانی سیامک یاسمی به عنوان بازیگر شروع به کار کرد و تا سال ۱۳۵۶ در سینما فعال بود.
او نزدیک به ۱۵ سال در سینمای حرفه‌ای فعالیت کرد که عمدتاً به نقش‌آفرینی در سینمای تجاری محدود بود. وی همراه با محمدعلی فردین، از ستارگان آثار موسوم به «فیلم فارسی» بود. حضور فروزان در این‌گونه فیلم‌ها تضمینی برای موفقیت مالی فیلم ارزیابی می‌شد. با این حال، در کارنامه فروزان چند فیلم متفاوت از بقیه نیز به چشم می‌خورد که حاصل همکاری او با کارگردانانی چون داریوش مهرجویی و علی حاتمی است.
در سال ۱۳۴۸ در نخستین جشنواره سپاس برنده جایزه بهترین بازیگر نقش اول زن برای فیلم تنگه اژدها (۱۳۴۷) ساخته سیامک یاسمی شد.
او در دهه ۵۰ مسیر متفاوتی را در انتخاب‌هایش پیش گرفت و گزیده کارتر از دهه ۴۰ به فعالیت پرداخت اما در مجموع در بیش از ۵۵ فیلم نقش آفرینی کرد.
فروزان در سال ۱۳۵۰ در فیلم باباشمل ساخته علی حاتمی حضور یافت که حاصل این همکاری، دریافت جایزه بهترین بازیگر زن از جشنواره سپاس بود. 

فردین و فروزان در صحنه‌ای از فیلم باباشمل

او در طول فعالیت هنری خود با بازیگران نامدار و مطرحی چون محمدعلی فردین، ناصر ملک مطیعی، رضا بیک ایمانوردی و بهروز وثوقی همبازی بوده است.

## نگارخانه

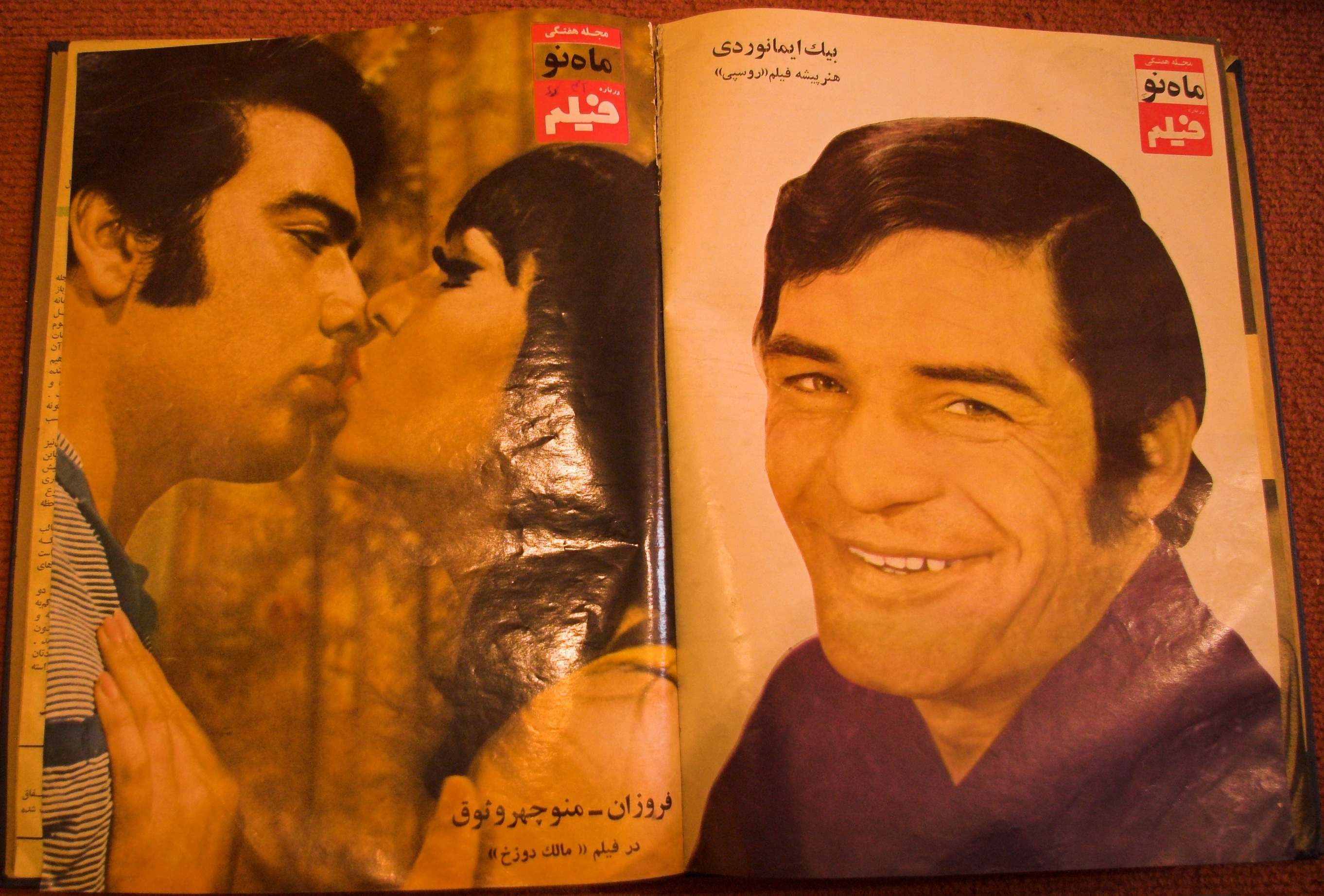
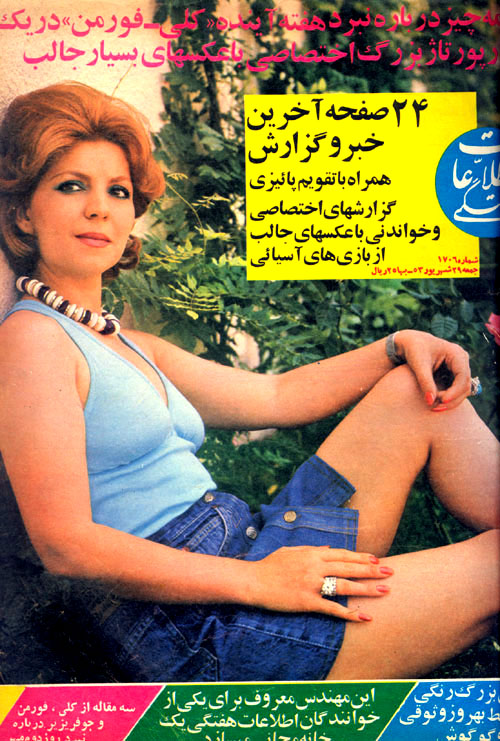
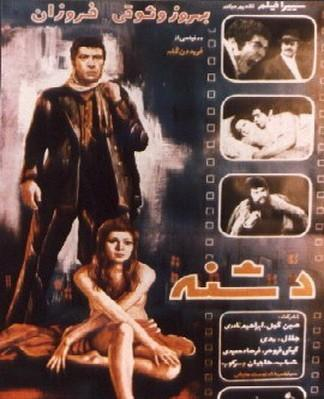
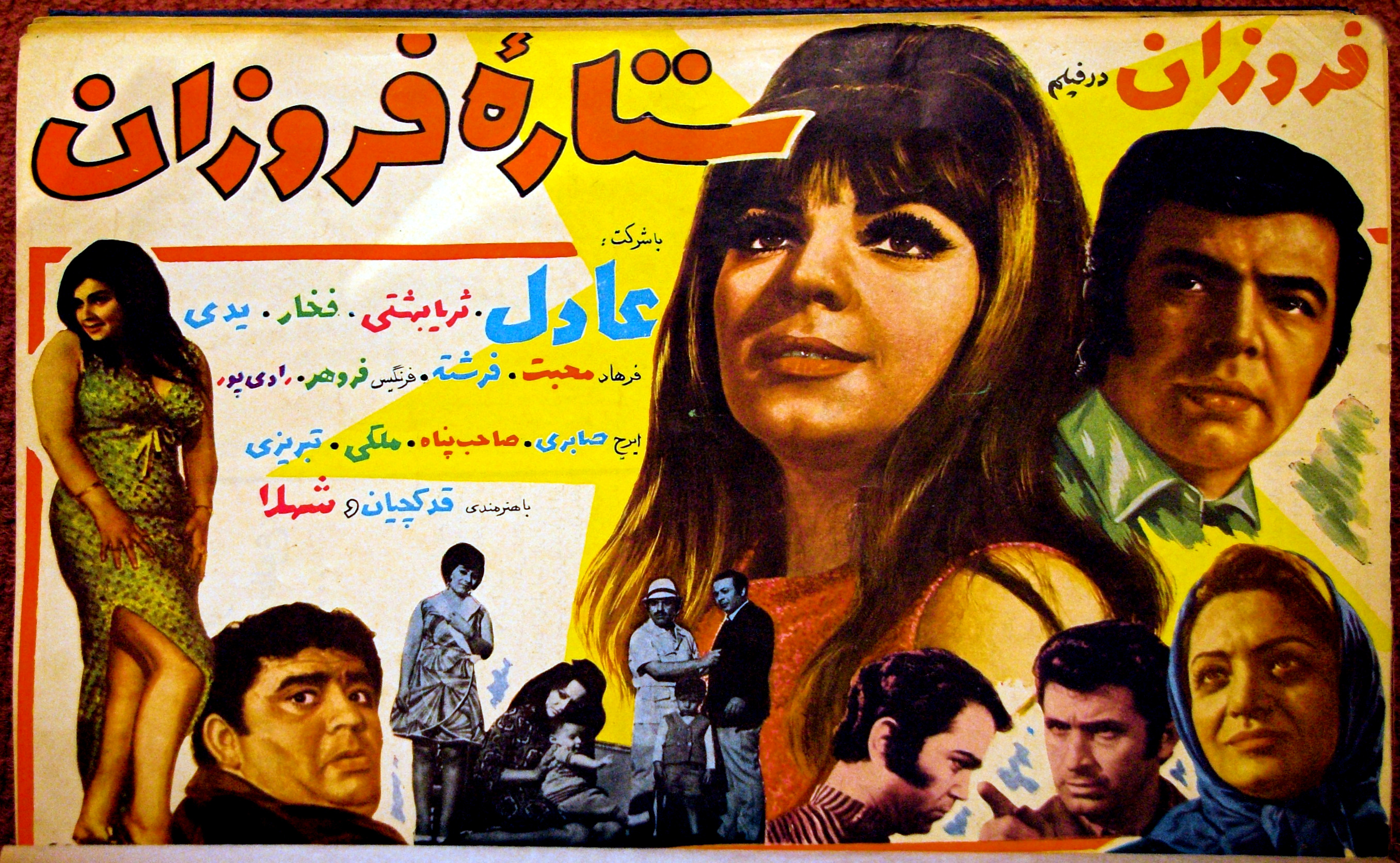
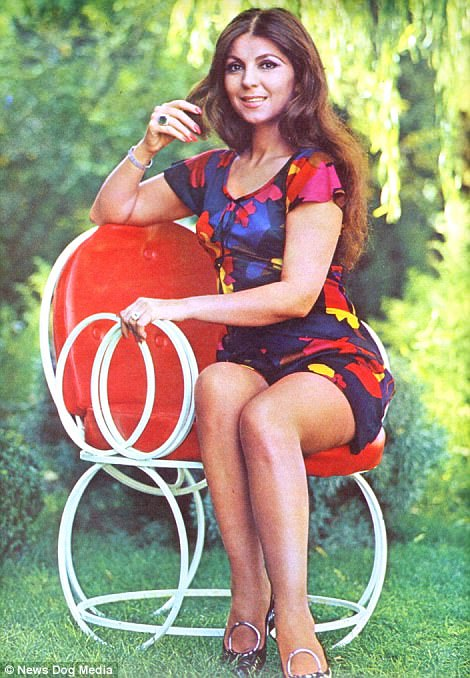
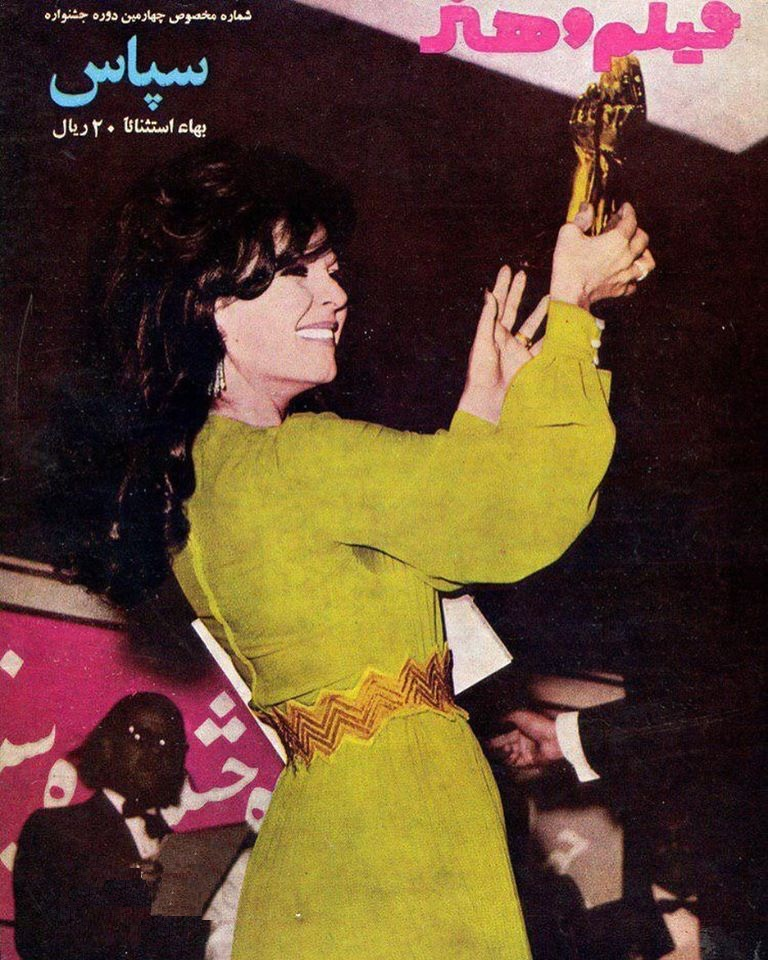
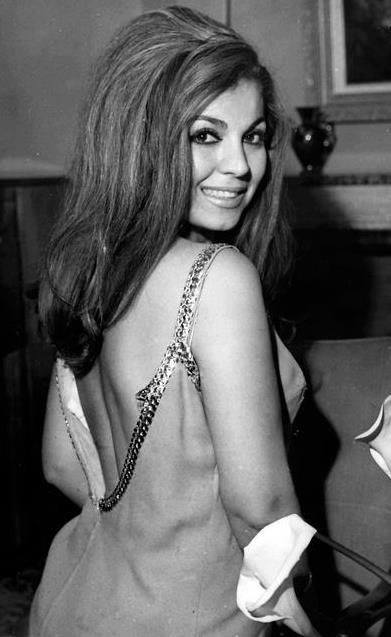
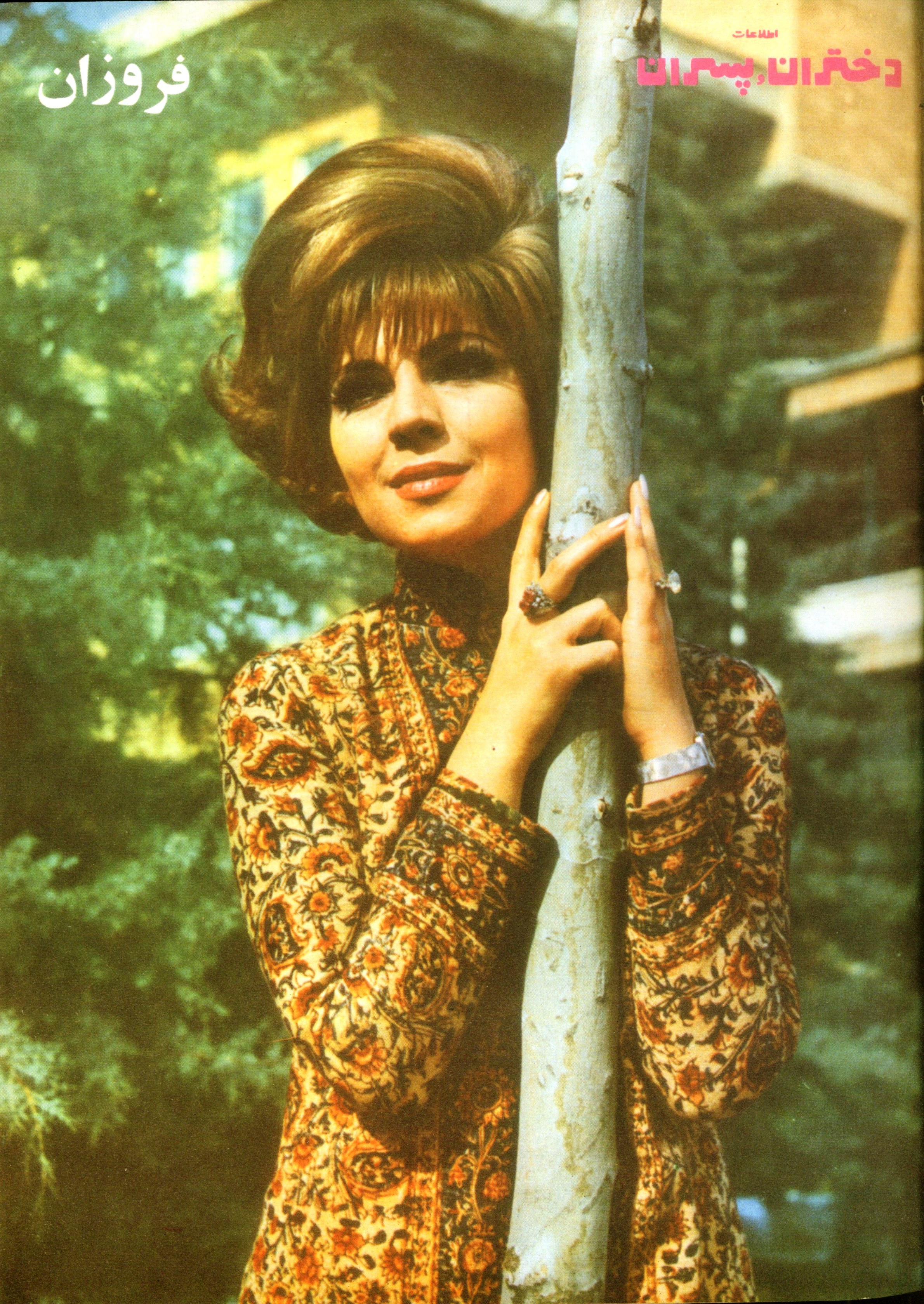
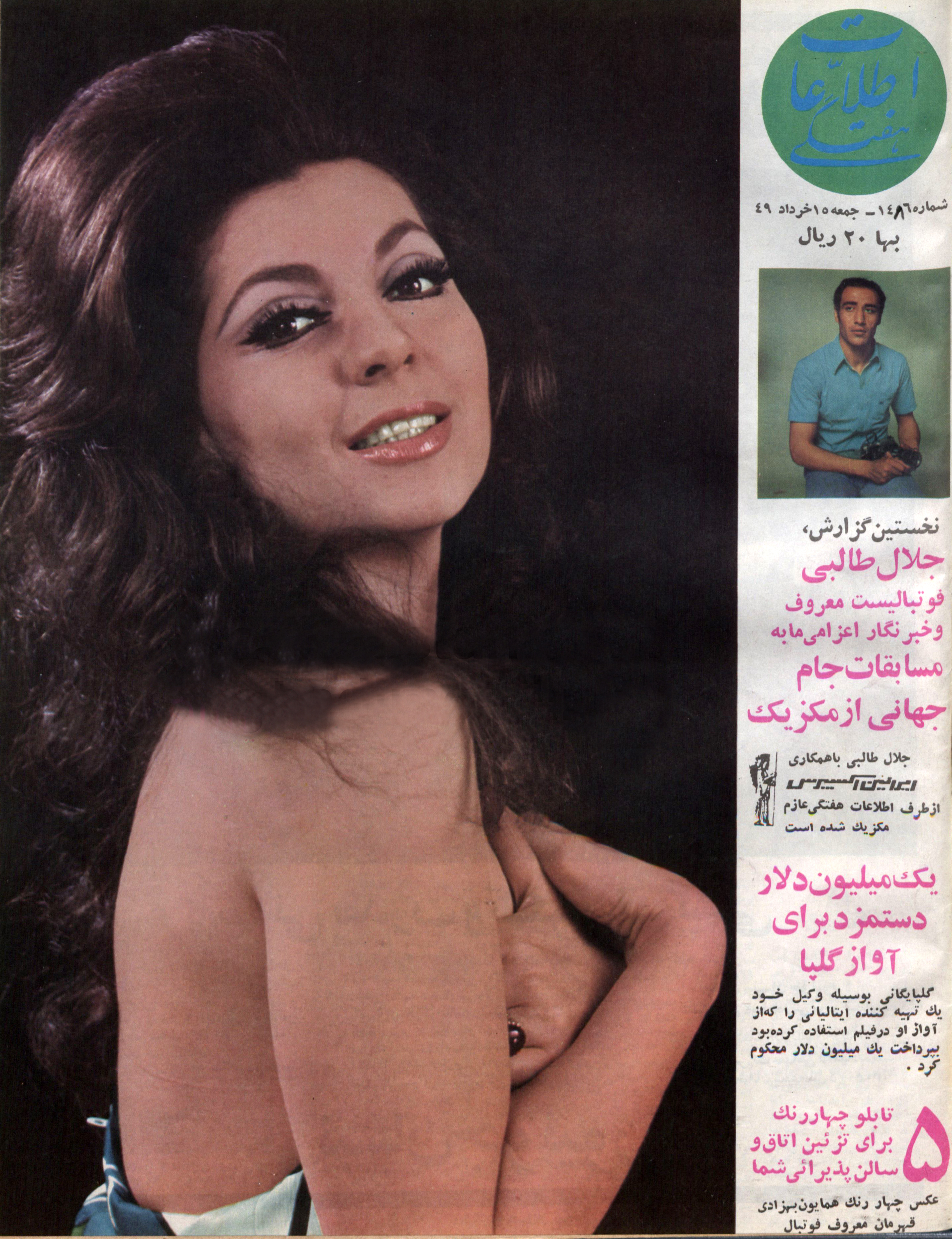
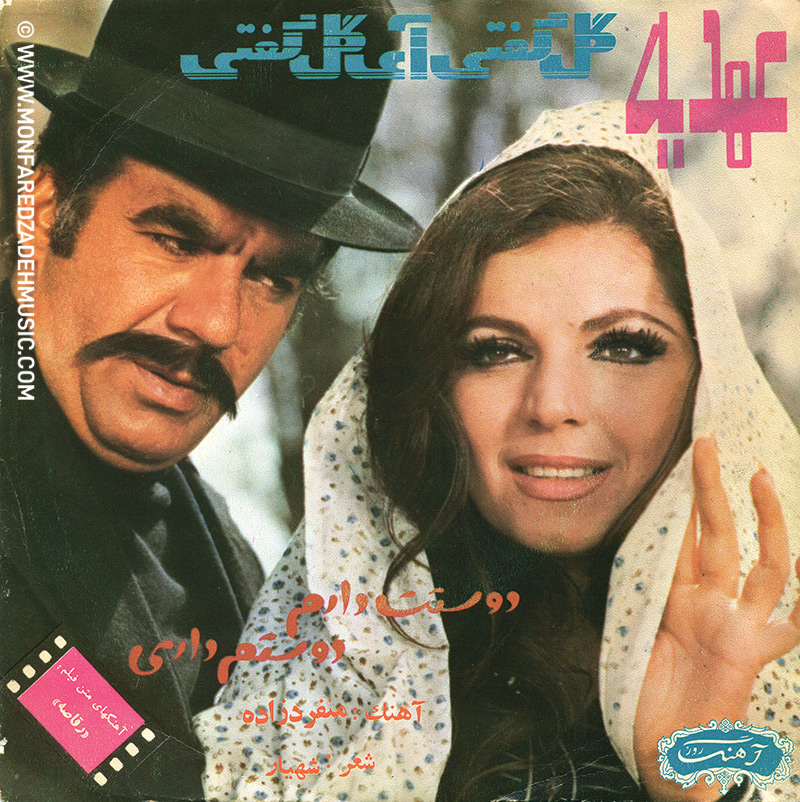
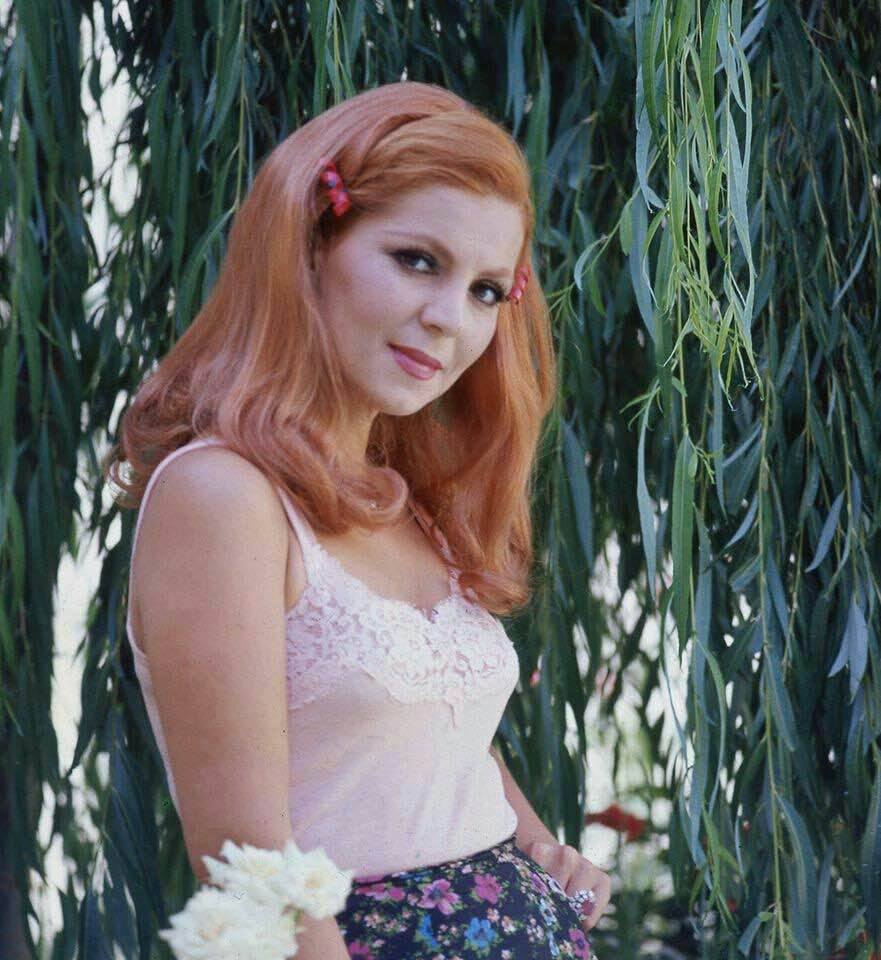

### پس از انقلاب
او برخلاف بسیاری از بازیگران و خوانندگان ایرانی پیش از انقلاب که مهاجرت کردند، در ایران ماند و پس از انقلاب ایران از کار هنری منع، و دیگر بر پرده سینما دیده نشد، وی به خواست خودش هیچ‌گاه در جمع هنرمندان و دوستدارانش ظاهر نشد و حاضر به انجام مصاحبه با هیچ‌یک از کانال‌های تلویزیونی و انتشار تصویری جدید از خودش نشد. جایی در میانهٔ خاطراتش، از روزهای سختی می‌گوید که در دهه شصت در ایران داشته و به قول خودش تحمل کرده، روزهایی که دیگر برایش هورا نمی‌کشیدند و در میوه فروشی محل به صورتش آب دهان می‌انداختند، فاصلهٔ آن هورا و این آب دهان فقط یک چند ماه بود.

### درگذشت
در سال‌های آخر زندگی کمتر خبری از او در رسانه‌ها منتشر شد. فروزان پس از ۳۷ سال انزوا فوت کرد. وی چهار روز قبل از مرگش به دلیل کمر درد شدید به بیمارستان پارس تهران مراجعه کرد و سپس به منزل منتقل شد و سرانجام یکشنبه ۴ بهمن ۱۳۹۴ در سن ۷۸ سالگی در منزلش در تهران درگذشت و روز ۵ بهمن، در قطعه ۷۳، ردیف ۱۶۶ و شماره ۴۱ بهشت زهرای تهران، به خاک سپرده شد.

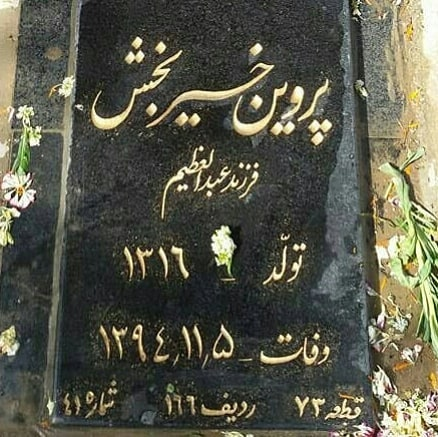
قبر فروزان در بهشت زهرا تهران

امیر امینی، یکی از روزنامه‌نگاران ایران خاطره‌ای را از دوران زندگی فروزان بازیگر سینمای دوران شاه، پس از مرگ او منتشر کرد. در این متن آمده است که پس از مصادرهٔ ویلای فروزان در خیابان ایتالیا، این مکان به بنیاد مستضعفان داده شد. در سال‌های پس از مصادره، فروزان در هیبت زنی ناشناس بدون اجازه گرفتن به این ویلا رفته و به گل‌های آن‌جا آب می‌داده است. پس از افشا شدن هویتش، وی در مقابل این سؤال که آیا به عنوان مالک اصلی آن مکان از وضعیت کنونی‌اش راضی هست تا بشود در آن نماز خواند گفت: «آقاپسر ببین اگه قبل از انقلاب نمازخوان بودی من راضیم اما اگه بنا به مصلحت این دوره زمونه و برای منافع خودت یهو مؤمن شدی و مثل خیلی‌ها نماز میخونی، بدون که من هرگز راضی نیستم!»

## فیلم‌شناسی
| سال  | نام فیلم            | نقش           | یادداشت                                                         |
| ---- | ------------------- | ------------- | --------------------------------------------------------------- |
| ۱۳۴۲ | ساحل انتظار         | مریم          |                                                                 |
| ۱۳۴۳ | انسان‌ها             | گلی           |                                                                 |
| ۱۳۴۳ | لذت گناه            | سحر           |                                                                 |
| ۱۳۴۴ | گنج قارون           | شیرین         |                                                                 |
| ۱۳۴۴ | عروس دریا           | مریم          |                                                                 |
| ۱۳۴۴ | ده سایه خطرناک      | سپیده         |                                                                 |
| ۱۳۴۵ | هاشم‌خان             | مینا          |                                                                 |
| ۱۳۴۵ | مردی از تهران       |               |                                                                 |
| ۱۳۴۵ | فرار از حقیقت       |               |                                                                 |
| ۱۳۴۵ | شوخی نکن دلخور می‌شم | عسل           |                                                                 |
| ۱۳۴۵ | شمسی پهلوان         | شمسی          |                                                                 |
| ۱۳۴۶ | هفت شهر عشق         |               |                                                                 |
| ۱۳۴۶ | گوهر شب چراغ        |               |                                                                 |
| ۱۳۴۶ | شکوه جوانمردی       |               |                                                                 |
| ۱۳۴۶ | دروازه تقدیر        |               |                                                                 |
| ۱۳۴۶ | دالاهو              | آرزو          |                                                                 |
| ۱۳۴۷ | یوسف و زلیخا        | زلیخا         |                                                                 |
| ۱۳۴۷ | غروب بت پرستان      |               |                                                                 |
| ۱۳۴۷ | ستاره هفت آسمان     |               |                                                                 |
| ۱۳۴۷ | دختر شاه پریون      |               |                                                                 |
| ۱۳۴۷ | چهار درویش          |               |                                                                 |
| ۱۳۴۷ | چرخ بازیگر          |               |                                                                 |
| ۱۳۴۷ | تنگه اژدها          |               | جایزه بهترین بازیگر نقش اول زن سال ۱۳۴۸ در نخستین جشنواره سپاس  |
| ۱۳۴۷ | بسترهای جداگانه     | مهری          |                                                                 |
| ۱۳۴۷ | بر آسمان نوشته      |               |                                                                 |
| ۱۳۴۷ | بازی عشق            |               |                                                                 |
| ۱۳۴۸ | معجزه قلب‌ها         |               |                                                                 |
| ۱۳۴۸ | مالک دوزخ           |               |                                                                 |
| ۱۳۴۸ | عدل الهی            |               |                                                                 |
| ۱۳۴۸ | شهر آشوب            |               |                                                                 |
| ۱۳۴۸ | ستاره فروزان        |               |                                                                 |
| ۱۳۴۸ | تک‌خال               |               |                                                                 |
| ۱۳۴۸ | بهشت دور نیست       | عاطفه         |                                                                 |
| ۱۳۴۸ | امشب دختری می‌میرد   | پروین         | همچنین تهیه‌کننده                                                |
| ۱۳۴۹ | مردی از جنوب شهر    | آتش           |                                                                 |
| ۱۳۴۹ | عروس بیانکا         |               |                                                                 |
| ۱۳۴۹ | سوگلی               | سوگلی         |                                                                 |
| ۱۳۴۹ | رقاصه شهر           | پری           |                                                                 |
| ۱۳۴۹ | رام کردن مرد وحشی   |               |                                                                 |
| ۱۳۴۹ | جعفر و گلنار        | گلنار         |                                                                 |
| ۱۳۴۹ | اسیر خشم            | عایشه         | ساخت ترکیه_زبان ترکی                                            |
| ۱۳۵۰ | خوشگل محله          | نازی          |                                                                 |
| ۱۳۵۰ | بدنام               | بدری          |                                                                 |
| ۱۳۵۰ | حیدر                | اقدس          |                                                                 |
| ۱۳۵۰ | باباشمل             | شوکت الملوک   | جایزه بهترین بازیگر نقش اول زن سال ۱۳۵۱ در چهارمین جشنواره سپاس |
| ۱۳۵۰ | ایوب                | مریم          |                                                                 |
| ۱۳۵۰ | آتشپاره شهر         |               |                                                                 |
| ۱۳۵۱ | میخک سفید           | ستاره         |                                                                 |
| ۱۳۵۱ | قلندر               | عشرت          |                                                                 |
| ۱۳۵۱ | ظفر                 | فاطی          |                                                                 |
| ۱۳۵۱ | ساحره               | ساحره         |                                                                 |
| ۱۳۵۱ | دشنه                | بنفشه         |                                                                 |
| ۱۳۵۱ | خاطرخواه            | بهجت          |                                                                 |
| ۱۳۵۲ | ناخدا               | دریا          |                                                                 |
| ۱۳۵۲ | پریزاد              | پریزاد        |                                                                 |
| ۱۳۵۳ | دایره مینا          | زهرا          | نمایش سال ۱۳۵۷                                                  |
| ۱۳۵۴ | خداحافظ کوچولو      | خواننده مشهور |                                                                 |
| ۱۳۵۴ | قرار بزرگ           | شیرین         |                                                                 |
| ۱۳۵۶ | پشت و خنجر          | پری           |                                                                 |

## جوایز و افتخارات
- جایزه بهترین بازیگر نقش اول زن برای فیلم «تنگه اژدها» در سال ۱۳۴۸ در نخستین جشنواره سپاس
- جایزه بهترین بازیگر نقش اول زن برای فیلم «بابا شمل» در سال ۱۳۵۱ در چهارمین جشنواره سپاس